# Rupela canens
Rupela canens là một loài bướm đêm trong họ Crambidae.